# Điền kinh tại Đại hội Thể thao Đông Nam Á 2013
Tại Đại hội Thể thao Đông Nam Á năm 2013, các nội dung điền kinh được tổ chức tại Naypyidaw, Myanmar. Các nội dung điền kinh trong sân vận động diễn ra tại sân vận động Wunna Theikdi, trong khoảng thời gian từ ngày 15 đến 19 tháng 12..
Thái Lan tiếp tục giữ vững vị trí truyền thống là quốc gia giành nhiều huy chương vàng nhất với 17 HCV trong tổng số 39 huy chương. Việt Nam đứng thứ hai với 10 HCV và 33 huy chương. Indonesia xếp thứ ba với 6 HCV, tổng cộng 17 huy chương. Philippines cũng giành được 6 HCV, ngang bằng tổng huy chương 13 với cả Malaysia và nước chủ nhà Myanmar. Có 8 trong số 11 quốc gia tham dự giành được huy chương ở môn điền kinh.
Tại kỳ đại hội này, có 8 kỷ lục đại hội được phá, trong đó Thái Lan đóng góp phần lớn nhờ các vận động viên như Jamras Rittidet (110 m rào nam), Tantipong Phetchaiya (ném búa nam), Peerachet Jantra (ném lao nam), Sukanya Chomchuendee (nhảy sào nữ) và Subenrat Insaeng (ném đĩa nữ). Vận động viên Myanmar Saw Mar Lar Nwe gây chú ý khi phá sâu kỷ lục đại hội và kỷ lục quốc gia ở nội dung đi bộ 20 km nữ với thời gian 1 giờ 35 phút 03 giây. Nguyễn Văn Hùng (Việt Nam) và Maria Natalia Londa (Indonesia) lần lượt phá kỷ lục ở các nội dung nhảy ba bước nam và nữ.
Nhiều vận động viên giành được cú đúp cá nhân: Jirapong Meenapra (Thái Lan) ở các cự ly ngắn nam, Mohd Jironi Riduan ở các cự ly trung bình nam, Nguyễn Văn Lai (Việt Nam) ở các nội dung 5.000 m và 10.000 m. Ở nhóm nữ, Vũ Thị Hương giành hai HCV chạy ngắn, Đỗ Thị Thảo đoạt cú đúp trung bình, trong khi Maria Natalia Londa thống trị cả hai nội dung nhảy xa và nhảy ba bước. VĐV kỳ cựu Wassana Winatho (Thái Lan) tiếp tục ghi dấu ấn với HCV ở nội dung 7 môn phối hợp và 400 m rào nữ, nâng tổng số huy chương SEA Games trong sự nghiệp lên con số 13.

## Kết quả
(GR = Kỷ lục đại hội)

### Nam
| Nội dung                    | Vàng | Vàng         | Bạc | Bạc      | Đồng | Đồng     |
| --------------------------- | --- | ------------ | --- | -------- | --- | -------- |
| 100 m                       | Jirapong Meenapra (THA)                                                                                            | 10.48        | Iswandi (INA)                                                                                            | 10.51    | Muhammad Amirudin Jamal (SIN)                                                                                        | 10.55    |
| 200 m                       | Jirapong Meenapra (THA)                                                                                            | 21.29        | Harith Ammar Mohd Sobri (MAS)                                                                            | 21.46    | Lê Trọng Hinh (VIE)                                                                                                  | 21.47    |
| 400 m                       | Archand Christian Bagsit (PHI)                                                                                     | 47.22        | Edgardo Alejan Jr (PHI)                                                                                  | 47.45    | Edy Ariansyah (INA)                                                                                                  | 47.78    |
| 800 m                       | Mohd Jironi Riduan (MAS)                                                                                           | 1:50.98      | Mervin Guarte (PHI)                                                                                      | 1:51.51  | Dương Văn Thái (VIE)                                                                                                 | 1:51.62  |
| 1500 m                      | Mohd Jironi Riduan (MAS) · Dương Văn Thái (VIE)                                                                    | 3:58.02      | not awarded                                                                                              |          | Ridwan (INA) | 3:58.37  |
| 5000 m                      | Nguyễn Văn Lai (VIE)                                                                                               | 14:19.35 NR  | Boonthung Srisung (THA)                                                                                  | 14:21.75 | Ridwan (INA) | 14:27.69 |
| 10000 m                     | Nguyễn Văn Lai (VIE)                                                                                               | 29:44.82 NR  | Boonthung Srisung (THA)                                                                                  | 29:46.61 | Agus Prayogo (INA)                                                                                                   | 30:25.33 |
|                             | |              | |          | |          |
| 110 m vượt rào              | Jamras Rittidet (THA)                                                                                              | 13.72 GR, NR | Rayzam Shah Wan Sofian (MAS)                                                                             | 14.00    | Anousone Xaysa (LAO)                                                                                                 | 14.17 NR |
| 400 m vượt rào              | Eric Shauwn Cray (PHI)                                                                                             | 51.29        | Andrian (INA)                                                                                            | 51.74    | Đào Xuân Cường (VIE)                                                                                                 | 51.79    |
| 3000 m vượt chướng ngại vật | Christopher Ulboc Jr (PHI)                                                                                         | 9:01.59      | Phạm Tiến San (VIE)                                                                                      | 9:02.50  | Patikarn Pechsricha (THA)                                                                                            | 9:04.04  |
|                             | |              | |          | |          |
| 4×100 m tiếp sức            | Thái Lan (THA) · Ruttanapon Sowan · Aphisit Promkaew · Jirapong Meenapra · Suppachai Chimdee                       | 39.75        | Singapore (SIN) · Muhammad Elfi Mustapa · Li Loong Calvin Kang · Cheng Wei Lee · Muhammad Amirudin Jamal | 39.79    | Indonesia (INA) · Yaspi Boby · Iswandi · Fadlin · Muhammad Rozikin                                                   | 40.15    |
| 4×400 m tiếp sức            | Philippines (PHI) · Isidro Del Prado Jr · Edgardo Alejan Jr · Julius Felicisimo Nierras · Archand Christian Bagsit | 3:09.32      | Thái Lan (THA) · Treenate Krittanukulwong · Wannasa Srikharin · Saharat Sammayan · Khanom Nattapong      | 3:09.81  | Malaysia (MAS) · Schzuan Ahmad Rosely · Mohamad Arif Zulhilmi Alet · Yuvaraaj Panerselvam · Kannanthasan Subramaniam | 3:15.06  |
|                             | |              | |          | |          |
| Marathon                    | Mok Ying Ren (SIN)                                                                                                 | 2:28:36      | Thaung Aye (MYA)                                                                                         | 2:29:50  | Eric Panique (PHI)                                                                                                   | 2:30:30  |
| 20 km đi bộ                 | Hendro (INA) | 1:29:41      | Võ Xuân Vinh (VIE)                                                                                       | 1:33:30  | Myo Min Thiha (MYA)                                                                                                  | 1:36:18  |
|                             | |              | |          | |          |
| Nhảy cao                    | Nauraj Singh Randhawa (MAS)                                                                                        | 2.17         | Đào Văn Thủy (VIE)                                                                                       | 2.13     | Pramote Pumurai (THA)                                                                                                | 2.13     |
| Nhảy sào                    | Kreeta Sintawacheewa (THA)                                                                                         | 5.15         | Iskandar Alwi (MAS)                                                                                      | 5.10 NR  | Sompong Saombankuay (THA)                                                                                            | 5.00     |
| Nhảy xa                     | Henry Dagmil (PHI)                                                                                                 | 7.80         | Supanara Sukhasvasti na Ayudhaya (THA)                                                                   | 7.71     | Phạm Văn Lâm (VIE)                                                                                                   | 7.53     |
| Nhảy ba bước                | Nguyễn Văn Hùng (VIE)                                                                                              | 16.67 GR, NR | Muhammad Hakimi Ismail (MAS)                                                                             | 16.44 NR | Theerayut Philakong (THA)                                                                                            | 16.26    |
| Đẩy tạ                      | Thawat Khachin (THA)                                                                                               | 17.54        | Adi Aliffuddin Hussin (MAS)                                                                              | 17.10    | Mr Chatchawal Polyiam (THA)                                                                                          | 16.85    |
| Ném đĩa                     | Muhammad Irfan Shamshuddin (MAS)                                                                                   | 53.16 NR     | Narong Benjaroon (THA)                                                                                   | 52.45    | Hermanto (INA) | 51.96    |
| Ném búa                     | Tantipong Phetchaiya (THA)                                                                                         | 62.23 GR, NR | Arniel Ferrera (PHI)                                                                                     | 61.18    | Wong Siew Cheer Jackie (MAS)                                                                                         | 59.75 NR |
| Ném lao                     | Peerachet Jantra (THA)                                                                                             | 76.30 GR, NR | Hussadin Rodmanee (THA)                                                                                  | 75.43    | Nguyễn Trường Giang (VIE)                                                                                            | 69.69    |
|                             | |              | |          | |          |
| 10 môn phối hợp             | Jesson Ramil Cid (PHI)                                                                                             | 7038         | Zakaria Malik (INA)                                                                                      | 6711     | Nguyen Van Dat (VIE)                                                                                                 | 6383     |

### Nữ
| Nội dung                    | Vàng                                                                                              | Vàng           | Bạc                                                                                  | Bạc      | Đồng                                                                                   | Đồng        |
| --------------------------- | ------------------------------------------------------------------------------------------------- | -------------- | ------------------------------------------------------------------------------------ | -------- | -------------------------------------------------------------------------------------- | ----------- |
| 100 m                       | Vũ Thị Hương (VIE)                                                                                | 11.59          | Neeranuch Klomdee (THA)                                                              | 11.85    | Tassaporn Wannakit (THA)                                                               | 11.91       |
| 200 m                       | Vũ Thị Hương (VIE)                                                                                | 23.55          | Neeranuch Klomdee (THA)                                                              | 24.02    | Nguyễn Thị Oanh (VIE)                                                                  | 24.13       |
| 400 m                       | Treewadee Yongphan · Thái Lan                                                                     | 53.11          | Quách Thị Lan · Việt Nam                                                             | 53.38    | Nguyễn Thị Oanh · Việt Nam                                                             | 53.71       |
| 800 m                       | Đỗ Thị Thảo (VIE)                                                                                 | 2:05.52        | Vũ Thị Lý (VIE)                                                                      | 2:07.25  | Swe Li Myint (MYA)                                                                     | 2:08.20     |
| 1500 m                      | Đỗ Thị Thảo (VIE)                                                                                 | 4:22.64        | Thet Phyu War (MYA)                                                                  | 4:27.01  | Aung Than Toe Khin Myo (MYA)                                                           | 4:32.33     |
| 5000 m                      | Phyu War Thet (MYA)                                                                               | 16:06.01 NR    | Triyaningsih (INA)                                                                   | 16:24.36 | Khin Mar Sal (MYA)                                                                     | 17:37.57    |
| 10000 m                     | Triyaningsih (INA)                                                                                | 34:32.68       | Phyu War Thet (MYA)                                                                  | 34:39.32 | Lodkeo Inthakoummane (LAO)                                                             | 37:41.96 NR |
|                             |                                                                                                   |                |                                                                                      |          |                                                                                        |             |
| 100 m vượt rào              | Dedeh Erawati (INA)                                                                               | 13.53          | Wallapa Punsoongneun (THA)                                                           | 13.71    | Raja Nursheena Raja Azhar (MAS)                                                        | 13.84       |
| 400 m vượt rào              | Wassana Winatho (THA)                                                                             | 58.85          | Quách Thị Lan (VIE)                                                                  | 58.93    | Dipna Lim Prasad (SIN)                                                                 | 59.96       |
| 3000 m vượt chướng ngại vật | Rini Budiarti (INA)                                                                               | 10:04.54       | Nguyễn Thị Oanh (VIE)                                                                | 10:30.92 | Jessica Barnard (PHI)                                                                  | 11:04.84    |
|                             |                                                                                                   |                |                                                                                      |          |                                                                                        |             |
| 4×100 m tiếp sức            | Thái Lan (THA) · Phatsorn Jaksuninkorn · Neeranuch Klomdee · Tassaporn Wannakit · Nongnuch Sanrat | 44.42          | Việt Nam (VIE) · Mai Thi Phuong · Nguyen Thi Ngoc Tham · Đỗ Thị Quyên · Vu Thi Huong | 44.99    | Indonesia (INA) · Lusiana Satriani · Tri Setyo Utami · Niafatul Aini · Ni Nyoman Kerni | 45.88       |
| 4×400 m tiếp sức            | Thái Lan (THA) · Phatsorn Jaksuninkorn · Engchuan Atchima · Pornpan Hoemhuk · Yongphan Treewadee  | 3:36.58        | Việt Nam (VIE) · Quách Thị Lan · Nguyễn Thị Thuy · Nguyễn Thị Thủy · Nguyễn Thị Oanh | 3:36.92  | Myanmar (MYA) · Su Kyi Aung · Yin Yin Khine · Aye Aye Than · Swe Li Myint              | 3:42.88     |
|                             |                                                                                                   |                |                                                                                      |          |                                                                                        |             |
| Marathon                    | Phạm Thị Bình · Việt Nam                                                                          | 2:45:34        | Myint Myint Aye · Myanmar                                                            | 2:46:07  | Pa Pa · Myanmar                                                                        | 2:49:01     |
| 20 km đi bộ                 | Saw Mar Lar Nwe · Myanmar                                                                         | 1:35:03 GR, NR | Nguyễn Thị Thanh Phúc · Việt Nam                                                     | 1:37:08  | Kay Khine Myo Tun · Myanmar                                                            | 1:40:15     |
|                             |                                                                                                   |                |                                                                                      |          |                                                                                        |             |
| Nhảy cao                    | Dương Thị Việt Anh (VIE)                                                                          | 1.84           | Wanida Boonwan (THA)                                                                 | 1.80     | Phạm Thị Diễm (VIE)                                                                    | 1.80        |
| Nhảy sào                    | Sukanya Chomchuendee · Thái Lan                                                                   | 4.21 GR, NR    | Lê Thị Phương · Việt Nam                                                             | 4.10     | Riezel Buenaventura · Philippines                                                      | 3.80        |
| Nhảy xa                     | Maria Londa (INA)                                                                                 | 6.39           | Thitima Muangjan (THA)                                                               | 6.24     | Bùi Thị Thu Thảo (VIE)                                                                 | 6.14        |
| Nhảy ba bước                | Maria Londa (INA)                                                                                 | 14.17 GR, NR   | Thitima Muangjan (THA)                                                               | 14.16    | Trần Huệ Hoa (VIE)                                                                     | 14.12       |
| Đẩy tạ                      | Zhang Guirong · Singapore                                                                         | 14.99          | Du Xianhui · Singapore                                                               | 14.92    | Sawitri Thongchao · Thái Lan                                                           | 14.82       |
| Ném đĩa                     | Subenrat Insaeng (THA)                                                                            | 56.77 GR, NR   | Zhang Guirong (SIN)                                                                  | 42.26    | Du Xianhui (SIN)                                                                       | 41.02       |
| Ném búa                     | Panwat Gimsrang · Thái Lan                                                                        | 54.96          | Renee Kelly Lee Casier · Malaysia                                                    | 53.12    | Mingkamon Koomphon · Thái Lan                                                          | 51.82       |
| Ném lao                     | Saowalak Pettong (THA)                                                                            | 52.96          | Natta Nachan (THA)                                                                   | 50.37    | Bùi Thị Xuân (VIE)                                                                     | 48.31       |
|                             |                                                                                                   |                |                                                                                      |          |                                                                                        |             |
| 7 môn phối hợp              | Wassana Winatho (THA)                                                                             | 5556           | Narcisa Atienza (PHI)                                                                | 5241     | Sunisa Khotseemueang (THA)                                                             | 5152        |

## Bảng huy chương
| Hạng               | Đoàn               | Vàng | Bạc | Đồng | Tổng số |
| ------------------ | ------------------ | ---- | --- | ---- | ------- |
| 1                  | Thái Lan           | 17   | 13  | 10   | 40      |
| 2                  | Việt Nam           | 11   | 10  | 12   | 33      |
| 3                  | Indonesia          | 6    | 4   | 7    | 17      |
| 4                  | Philippines        | 6    | 4   | 3    | 13      |
| 5                  | Malaysia           | 4    | 6   | 3    | 13      |
| 6                  | Singapore          | 2    | 3   | 3    | 8       |
| 7                  | Myanmar            | 1    | 5   | 6    | 12      |
| 8                  | Lào                | 0    | 0   | 2    | 2       |
| Tổng số (8 đơn vị) | Tổng số (8 đơn vị) | 47   | 45  | 46   | 138     |